# Campionati europei di bob 2020
I Campionati europei di bob 2020 sono stati la cinquantaquattresima edizione della rassegna continentale europea del bob, manifestazione organizzata annualmente dalla Federazione Internazionale di Bob e Skeleton; si sono tenuti per il bob a quattro maschile il 4 gennaio 2020 a Winterberg, in Germania, sulla pista Veltins-EisArena, il tracciato sul quale si svolsero le rassegne continentali del 1979, del 1989, del 1999, del 2003, del 2011 e del 2017; la località della Renania Settentrionale-Vestfalia ha quindi ospitato le competizioni europee per la settima volta nel bob a quattro uomini. Le gare del bob a due femminile e maschile si sono invece svolte a Sigulda, in Lettonia, il 14 e il 16 febbraio 2020 sulla pista omonima e la cittadina lettone ha ospitato le competizioni europee per la seconda volta nel bob a due femminile dopo l'edizione svoltasi nel 2004 e per la prima in assoluto nella specialità biposto al maschile.
Anche questa edizione si svolse con la modalità della "gara nella gara", contestualmente alla terza (per il bob a quattro) e all'ottava e ultima tappa (per il bob a due) della Coppa del Mondo 2019/2020.
Vincitrice del medagliere è stata la Germania, capace di ottenere un titolo su tre e cinque medaglie sulle nove assegnate in totale: quella d'oro venne conquistata nel bob a quattro da Johannes Lochner, Florian Bauer, Christopher Weber e Christian Rasp, con Lochner e Rasp al loro quarto alloro europeo consecutivo; nel bob a due femminile la vittoria è andata alle russe Nadežda Sergeeva ed Elena Mamedova, che regalarono al proprio paese la prima medaglia d'oro continentale al femminile, mentre nel bob a due maschile si imposero i lettoni Oskars Ķibermanis e Matīss Miknis, portando a loro volta la Lettonia per la prima volta sul gradino più alto di un podio europeo nella disciplina biposto.

## Risultati

### Bob a due donne
La gara è stata disputata il 14 febbraio 2020 a Sigulda nell'arco di due manches e hanno preso parte alla competizione 12 compagini  (di cui una non si è presentata alla partenza) in rappresentanza di 7 differenti nazioni.

Campionesse uscenti erano le tedesche Mariama Jamanka e Annika Drazek, con Jamanka giunta quarta al traguardo in coppia con Erline Nolte e Drazek non presente alla competizione; il titolo è stato pertanto vinto dalla coppia russa formata da Nadežda Sergeeva ed Elena Mamedova, le quali regalarono al proprio paese la prima medaglia d'oro continentale al femminile, sopravanzando la compagine rumena composta da Andreea Grecu e Ioana Gheorghe, vincitrici della medaglia d'argento e riportando la Romania su un podio europeo dopo 18 anni, l'ultima volta fu infatti con Paul Neagu, il quale condusse l'equipaggio a quattro che conquistò il bronzo nel 1992, è stata inoltre la prima medaglia in assoluto per il bob rumeno al femminile; la medaglia di bronzo è invece andata alla formazione tedesca costituita da Stephanie Schneider e Lisette Thöne, con Schneider già campionessa nel 2018 nonché detentrice di ulteriori due argenti e due bronzi, mentre Thöne vinse l'argento nel 2013. Grazie a questo risultato Stephanie Schneider si aggiudicò inoltre il trofeo di Coppa del Mondo 2019/2020.
| Pos. | Atlete                               | Nazione  | 1ª manche | 2ª manche | Totale  | Distacco |
| ---- | ------------------------------------ | -------- | --------- | --------- | ------- | -------- |
|      | Nadežda Sergeeva Elena Mamedova      | Russia   | 50"99     | 50"97     | 1'41"96 | –        |
|      | Andreea Grecu Ioana Gheorghe         | Romania  | 51"02     | 50"96     | 1'41"98 | +0"02    |
|      | Stephanie Schneider Lisette Thöne    | Germania | 51"06     | 50"97     | 1'42"03 | +0"07    |
| 4    | Mariama Jamanka Erline Nolte         | Germania | 51"02     | 51"12     | 1'42"14 | +0"18    |
| 5    | Katrin Beierl Jennifer Onasanya      | Austria  | 51"38     | 51"13     | 1'42"51 | +0"55    |
| 6    | Alena Osipenko Julija Šokšueva       | Russia   | 51"47     | 51"33     | 1'42"80 | +0"84    |
| 7    | Ljubov' Černych Julija Belomestnych  | Russia   | 51"50     | 51"33     | 1'42"83 | +0"87    |
| 8    | Martina Fontanive Nadja Pasternack   | Svizzera | 51"58     | 51"29     | 1'43"87 | +0"91    |
| 9    | An Vannieuwenhuyse Kelly van Petegem | Belgio   | 51"51     | 51"37     | 1'43"88 | +0"92    |
| 10   | Anna Köhler Tamara Seer              | Germania | 51"56     | 51"43     | 1'43"99 | +1"03    |

Nota: in grassetto il miglior tempo di manche.

### Bob a due uomini
La gara è stata disputata il 16 febbraio 2020 a Sigulda nell'arco di due manches e hanno preso parte alla competizione 16 compagini in rappresentanza di 11 differenti nazioni.

Campioni uscenti erano i tedeschi Francesco Friedrich e Martin Grothkopp, vincitori anche nel 2015 e con Friedrich detentore anche dei titoli del 2017 e del 2018 (conquistati con Thorsten Margis), entrambi tuttavia non furono presenti alla competizione; il titolo è stato pertanto vinto dalla coppia lettone formata da Oskars Ķibermanis e Matīss Miknis, già bronzo nel 2017, i quali portarono la Lettonia per la prima volta sul gradino più alto di un podio europeo nella disciplina biposto, sopravanzando la formazione svizzera composta da Simon Friedli e Gregory Jones, vincitori della medaglia d'argento, e quella tedesca costituita da Christoph Hafer e Christian Hammers, cui andò il bronzo. Per Friedli, Jones, Hafer e Hammers si trattò della prima medaglia continentale in assoluto.
| Pos. | Atleti                                        | Nazione       | 1ª manche | 2ª manche | Totale  | Distacco |
| ---- | --------------------------------------------- | ------------- | --------- | --------- | ------- | -------- |
|      | Oskars Ķibermanis Matīss Miknis               | Lettonia      | 49"53     | 49"65     | 1'39"18 | –        |
|      | Simon Friedli Gregory Jones                   | Svizzera      | 49"66     | 49"88     | 1'39"54 | +0"36    |
|      | Christoph Hafer Christian Hammers             | Germania      | 49"70     | 50"00     | 1'39"70 | +0"52    |
| 4    | Oskars Melbārdis Intars Dambis                | Lettonia      | 49"88     | 49"87     | 1'39"75 | +0"57    |
| 5    | Romain Heinrich Dorian Hauterville            | Francia       | 49"90     | 49"92     | 1'39"82 | +0"64    |
| 6    | Benjamin Maier Markus Sammer                  | Austria       | 49"74     | 50"13     | 1'39"87 | +0"69    |
| 7    | Rostislav Gajtjukevič Michail Mordasov        | Russia        | 50"01     | 49"90     | 1'39"91 | +0"73    |
| 8    | Aleksej Stul'nev Il'ja Malych                 | Russia        | 49"95     | 50"01     | 1'39"96 | +0"78    |
| 9    | Mihai Cristian Tentea Ciprian Nicolae Daroczi | Romania       | 49"93     | 50"17     | 1'40"10 | +0"92    |
| 10   | Brad Hall Luke Dawes                          | Gran Bretagna | 49"96     | 50"20     | 1'40"16 | +0"98    |

Nota: in grassetto il miglior tempo di manche.

### Bob a quattro uomini
La gara è stata disputata il 4 gennaio 2020 a Winterberg nell'arco di due manches e hanno preso parte alla competizione 17 compagini (di cui una non si è presentata alla partenza) in rappresentanza di 11 differenti nazioni.

Campioni uscenti erano i tedeschi Johannes Lochner, Florian Bauer, Marc Rademacher e Christian Rasp, equipaggio che ha confermato il titolo anche in questa edizione ma con Christopher Weber al posto di Rademacher (non presente alla competizione); Lochner e Rasp conquistarono così il quarto alloro continentale consecutivo nel bob a quattro, risultato che permise loro di stabilire il record di titoli conquistati di fila e di raggiungere inoltre il connazionale André Lange al secondo posto nella classifica di sempre; davanti a loro soltanto Martin Putze con cinque successi nella disciplina a quattro; per Bauer si trattò invece del secondo oro consecutivo e per Weber della prima medaglia continentale in assoluto. A completare il podio tutto tedesco la compagine formata da Francesco Friedrich, Candy Bauer, Alexander Schüller e Thorsten Margis, staccati di soli due centesimi di secondo e vincitori della medaglia d'argento, con Friedrich, Candy Bauer e Margis al loro secondo argento dopo quello ottenuto del 2018 mentre Schüller migliorò il bronzo vinto nel 2019 (sempre con Friedrich alla guida della slitta); la medaglia di bronzo è andata invece alla formazione composta dai connazionali Nico Walther, al rientro da un infortunio, Paul Krenz, Kevin Korona ed Eric Franke, con Walther, Korona e Franke già vincitori dell'argento nel 2017 mentre per Krenz si trattò della prima medaglia europea in assoluto..
| Pos. | Atleti                                                                 | Nazione       | 1ª manche | 2ª manche | Totale  | Distacco |
| ---- | ---------------------------------------------------------------------- | ------------- | --------- | --------- | ------- | -------- |
|      | Johannes Lochner Florian Bauer Christopher Weber Christian Rasp        | Germania      | 55"53     | 55"01     | 1'50"54 | -        |
|      | Francesco Friedrich Candy Bauer Alexander Schüller Thorsten Margis     | Germania      | 55"38     | 55"18     | 1'50"56 | +0"02    |
|      | Nico Walther Paul Krenz Kevin Korona Eric Franke                       | Germania      | 55"58     | 55"18     | 1'50"76 | +0"22    |
| 4    | Aleksej Stul'nev Roman Košelev Il'ja Malych Ruslan Samitov             | Russia        | 55"59     | 55"28     | 1'50"87 | +0"33    |
| 5    | Oskars Ķibermanis Lauris Kaufmanis Arvis Vilkaste Matīss Miknis        | Lettonia      | 55"74     | 55"16     | 1'50"90 | +0"36    |
| 6    | Dominik Dvořák Dominik Suchý Jan Šindelář Jakub Nosek                  | Rep. Ceca     | 55"83     | 55"43     | 1'51"26 | +0"72    |
| 7    | Rostislav Gajtjukevič Andrej Kazancev Vladislav Žarovcev Egor Grjaznov | Russia        | 55"77     | 55"51     | 1'51"28 | +0"74    |
| 8    | Brad Hall Lawrence Taylor Luke Dawes Greg Cackett                      | Gran Bretagna | 55"95     | 55"36     | 1'51"31 | +0"77    |
| 9    | Michael Vogt Silvio Weber Cyril Bieri Sandro Michel                    | Svizzera      | 55"92     | 55"49     | 1'51"41 | +0"87    |
| 10   | Romain Heinrich Alan Alais Dorian Hauterville Jerome Laporal           | Francia       | 56"04     | 55"53     | 1'51"57 | +1"03    |

Nota: in grassetto il miglior tempo di manche.

## Medagliere
| Pos.   | Nazione  | Oro | Argento | Bronzo | Totale |
| ------ | -------- | --- | ------- | ------ | ------ |
| 1      | Germania | 1   | 1       | 3      | 5      |
| 2      | Lettonia | 1   | 0       | 0      | 1      |
| 2      | Russia   | 1   | 0       | 0      | 1      |
| 4      | Svizzera | 0   | 1       | 0      | 1      |
| 4      | Romania  | 0   | 1       | 0      | 1      |
| Totale | Totale   | 3   | 3       | 3      | 9      |